# 존더베크
존더베크(독일어: Sonderweg; 특수한 길) 테제는 독일 민주주의가 발전해온 길이 프랑스나 영국과 같은 유럽의 통상적 사례와 다른 특수성을 보인다는 주장이다. 이 용어는 본래 긍정적인 의미로, 독일 제국의 권위주의 행정 체계를 찬양하던 19세기 독일 보수주의자들이 동쪽 러시아의 "차르식" 전제주의 체제나 서쪽 프랑스와 영국의 "천박한" 민주주의 체제보다 효율적인 독일만의 독자적인 제3의 길을 지칭하기 위해 사용한 말이었다. 제2차 세계 대전 패전 이후 나치즘의 등장에 대한 반성의 분위기가 일어난 것을 계기로, 찬양의 대상이었던 독일 민족의 특수성은 나치즘이라는 병리적 현상으로 귀결되었다는 점에서 비판을 받게 되었다.
독일 역사학계에서는 독일의 근현대사의 특수한 길이 "정상적인 고유한 길"(Eigenweg)인지 "예외적인 유별난 길"(Sonderweg)인지 논란이 있었으며, 보다 근본적으로는 이와 같은 민족사적 특수성이 실재하는 것인지, 신화에 불과한 것인지 논쟁의 대상이었다. 오늘날에는 독일의 역사를 서구의 '정상적인 길'에서 벗어난 특수한 길로 인식하는 행위 자체에 대하여 회의적인 의견이 다수이다.

## 특징
존더베크 이론의 기본 명제는 "독일의 근대화 과정이 유럽의 여타 국가들과 구분되는 특수한 경로로 이루어졌다."는 것이다. 존더베크 이론을 옹호하는 학자들은 이러한 독일만의 특수한 경로의 구체적인 예로 다음과 같은 사례를 꼽는다.
- 산업화: 독일의 보수적인 경제정책은 길드 편향적으로 이루어져 산업화를 막았으며, 독일어권에서 진정한 산업 혁명은 영국보다 30 ~40년 뒤에나 이루어질 수 있었다.
- 독일 엘리트 및 지도층의 민주주의, 시민 운동에 대한 적대감[2]: 프랑스 혁명은 유럽 민주주의 확산의 시발점이었다. 독일에서도 1848년의 3월 혁명을 통하여 민족주의와 자유주의 운동이 일어나 의회 체제 국가의 설립을 시도하였으나 좌절되었다. 그 대신 설립된 1871년의 독일 제국은 철저히 권위주의적 국가였다. 프랑스와 달리 통일과 자유는 독일에서 동시에 추구될 수 없는 목표였다. 통일 독일 제국은 빈 회의의 근본적 목표였던 유럽의 세력 균형 유지를 무너뜨리며 유럽 최강대국으로 성장하였으나, 정치적 자유는 제한되어 독일에서는 1918년까지 보통 선거가 이루어지고 있었지만 정부의 민주화는 이루어지지 않았다(역사가인 하인리히 아우구스트 빙클러(Heinrich August Winkler)는 이것을 "비동시적 민주화"(ungleichzeitiger Demokratisierung)라고 표현한다).
- 바이마르 공화국: 1918/19년의 11월 혁명은 불완전한 혁명이었다. 이는 독일 사회민주당(Sozialdemokratische Partei Deutschlands; SPD)의 지도자가 좌파 독재에 대한 두려움 때문에 구 엘리트 세력과 협력하였고 이로 인해 공무원과 군 조직에 민주주의가 뿌리 내리지 못 했기 때문이다. 이는 경제 위기가 닥치자 프리츠 튀센(Fritz Thyssen) 같은 대기업가나 알프레트 후겐베르크(Alfred Hugenberg) 같은 영향력 있는 중소기업가들이 나치즘에 협조하는 이유가 되었다.
- 나치 독일: 나치 독일 시기는 독일의 특수한 길을 단적으로 보여주는 지점이다. 나치 독일의 패망은 독일 분단과 독일의 강대국 지위 상실로 이어졌다. 독일에서의 민주주의는 독일 고유의 발전 과정이 아니라 연합국의 간섭이라는 외부적 요인을 통하여 자리 잡았다. 빙클러와 같은 역사가들의 평가에 따르면 이후 독일연방공화국의 발전은 독일의 특수한 길이 아니라 자유민주적 "서구"에 따른 것이며, 독일의 특수한 길은 사람들의 마음 속에서 점차 잊혀지다가 서구의 민주적 방식에 의한 평화적 통일이 이루어지자 완전히 이론적 패배를 맞게 된다.

존더베크 이론은 독일이 서구 대부분 국가들이 거친 '정상적 경로'와 달리 시대착오적인 보수 정치를 따랐다는 것을 골자로 하고 있으며, 이는 특히 19세기와 20세기에 두드러진 특징이라고 본다. 존더베크 이론의 지지자인 한스 울리히 벨러(Hans-Ulrich Wehler)는 프로이센 중심의 독일 제국부터 바이마르 공화국이 해체될 때까지의 시기를 "전통과 근대성의 특이한 긴장관계(독일어: eigentümliches Spannungsverhältnis zwischen Tradition und Moderne)"라 표현한다. 정치적 보수성과 경제적 근대성이 대치하며 공존하는 독일만의 특수한 근대화 길은 권위주의 정치의 발전으로 이어졌으며, 나치즘의 씨앗이 되는 것은 이러한 독일 민족사적 특수성이라는 것이다.

## 비판
존더베크 테제의 가장 큰 비판은 두 명의 영국인 마르크스주의 역사학자인 제프 일리(Geoff Eley)와 데이비드 블랙번(David Blackbourn)이 1980년 독일에서 출간된 책 《독일 역사 서술의 신화: 좌절된 1848년 시민 혁명(Mythen deutscher Geschichtsschreibung: Die gescheiterte bürgerliche Revolution von 1848)》(한국어 번역본 제목: 독일 역사학의 신화 깨뜨리기. 푸른역사. 2007)에서 제기한 것으로, 존더베크 이론에서 상정하는 바와 달리 사회, 정치적 변화의 "정상적인" 길은 존재하지 않는다는 반박이다. 19세기 프랑스와 영국의 경험은 유럽의 표준이 아니다. 또한 독일의 자유주의적 중산 계층이 정치적 차원에서는 좌절을 맛보았을지 몰라도, 사회, 경제, 문화적 차원에서는 19세기 독일을 지배하는 세력이었다. 이 같은 독일 사회의 부르주아화는 프랑스나 영국보다 그 정도가 심했으며, 일리와 블랙번의 견해에 따르면 독일 정치상보다 독일 사회상이 더욱 귀족주의 특성이 강했다. 블랜번과 일리는 "존더베크"라는 개념 전체를 완전히 거부하며, 이것은 "이데올로기적 분석과 천박한 물질주의의 신기한 혼합"으로 이루어진 모순된 결과물로서 "19세기와 1930년대를 과장하여 단선적 연속선 상에" 올려 놓는다고 주장한다. 블랙번과 일리의 입장에서, "존더베크"는 실재하지 않으며, 왜 독일이 영국처럼 되지 못 했는지 생각하려는 것은 역사적으로 무의미하다. 이는 독일은 독일이고 영국은 영국이라는 간단한 이유에 따른 것이다. 게다가, 일리와 블랙번은 1890년 이후 독일 사회에서 민주화 경향이 더 커졌으며, 무역 연맹이 성장하고 언론의 자유가 약간 생긴 것에서 볼 수 있듯이 시민 사회 또한 성장했다고 주장했다. 우파 쪽에서는, 오토 플란체(Otto Pflanze)가 벨러가 쓰는 용어인 "보나파르트주의(Bonapartism)", "사회적 제국주의(social imperialism)", "부정적 통합(negative integration)", "집합정치(Sammlungspolitik)" 등이 단순히 직관을 전해주는 장치를 넘어 역사 소설의 수준이 되어 버렸다고 주장했다. 독일의 보수적 역사가인 토마스 니퍼다이(Thomas Nipperdey)는 벨러의 《독일 제국(Das Deutsche Kaiserreich)》에 대한 1975년 서평에서, 벨러가 독일 엘리트 층을 실제로 그랬던 것보다 더욱 단결된 것으로 묘사하였고, 19세기 독일 사회에서 위로부터의 힘은 지나치게 강조하면서 아래로부터의 힘에는 별 강조를 하지 않고 있으며, 독일 제국이 상대적으로 안정되어 있다는 사실에 대한 설명도 없이 질서와 안정을 향한 힘과 민주주의를 향한 힘을 지나치게 극명하게 대비하고 있다고 주장하였다. 니퍼다이의 견해에 따르면, 벨러는 1918년 이전에는 권위주의의 힘이 매우 강하고 민주주의의 힘은 너무 미약하다고 보기 때문에 벨러의 저작들은 바이마르 공화국이 어떻게 탄생했는지 설명하는 것에 실패한다. 니퍼다이는 그의 서평을 끝맺으면서 독일 제국 시대의 적절한 역사 서술은 오직 독일사를 유럽과 대서양 세계와 비교 적용함으로써만 이루어질 수 있으며, 이로써 "우리의 증조부들과의 낑낑대며 싸우는 일에 집착하는 것"을 멈출 수 있다.
많은 학자들이 일리와 블랙번의 결론에 반론을 제기하였는데, 이들 중에는 위르겐 코카(Jürgen Kocka)와 볼프강 몸젠(Wolfgang Mommsen)이 있다. 특히 코카는 "존더베크" 테제가 나치즘의 등장 이유를 설명하지 못할 수도 있지만, 민주적인 바이마르 공화국의 실패는 그래도 설명한다고 주장했다. 이것은 "존더베크" 문제가 개별 국가의 발전(자주 마주치는 유형이기는 하지만)에 한정되어 있음을 함의하는 것처럼 보인다. 따라서 오늘날의 많은 역사가들은 "존더베크" 이론이 다른 독재, 인종 청소 사례들간의 공통점과 차이점을 설명하지 못한다고 느낀다.
데트레프 포이케르트(Detlev Peukert)는 그의 유명한 저작인 1987년의 《바이마르 공화국: 고전적 근대성의 위기 시기(Die Weimarer Republik : Krisenjahre der Klassischen Moderne)》에서 독일의 경험이 근대화 과정의 모든 국가가 공통으로 겪는 사회정치적 위기 현상일 수도 있다고 주장하였다.

## 같이 보기
- 예외주의